# Tony Aguilar
Antonio Aguilar Rodríguez, més conegut com a Tony Aguilar   (Cornellà de Llobregat, 4 de maig de 1973), és un DJ i locutor de ràdio i presentador de televisió català. Treballa des de 1991 a Los 40.

## Ràdio
Després de passar per diverses emissores locals, en 1991 va aconseguir ser Subcampió d'Espanya del concurs nacional de discjòquei. El premi li va donar l'oportunitat d'incorporar-se a Ràdio Barcelona, en l'emissió local de Cadena 40, a la que ha estat vinculat pràcticament tota la seua vida professional, ha tingut facilitats a l'hora de conquistar al públic.
Al setembre de 1995 la Cadena 40 li va encarregar posar en marxa un nou espai a emetre de set a deu del matí de dilluns a divendres i que es va dir Anda ya, al capdavant del qual roman fins a 1998.
Durant aquests anys presenta altres programes nocturns del cap de setmana, com la reemissió nocturna de "Del 40 al 1" i el programa de hip hop anomenat "La Ruta del Aguilar".
A partir d'aqueix moment es fa càrrec del programa 40 Principales Radio Show, programa diari en horari de tarde de 2 a 5.
Amb posterioritat també ha conduït el programa Fan Club (2002-2004), a més de presentar Del 40 al 1, la llista d'èxits del moment, des de l'any 1997.
En 2011 va estar nominat als Premis Nacionals de Ràdio en la categoria de millor presentador musical.
En 2015 presenta el seu nou programa anomenat 40 Global Show el qual s'emet en 11 dels països on se sintonitza LOS40 a Europa i Amèrica i compta amb Félix Castillo i Jorge Sánchez en la producció.

## Televisió
En televisió, després de conduir els espais musicals Leña al mono que es de goma (1993) a Antena 3 i Zona franca (1995), a TVE al costat d'Arancha de Benito, passà a Canal +. En aquesta cadena va presentar l'espai Fórmula Weekend (1999), al costat de Joaquín Luqui així com la versió televisiva de Los 40 Principales entre 2000 i 2005 i la versió de l'espai Del 40 al 1, fins a novembre de 2014 ambdós a 40TV. Des d'aquesta data condueix l'espai Coca Cola Music Experience a Cuatro.
En 2014, va participar com a col·laborador ocasional en el programa de televisió, Qué tiempo tan feliz, de Telecinco que era presentat per María Teresa Campos.
En 2017, participa com a comentarista en el programa de televisió Fantastic Duo de TVE que era presentat per Núria Roca.
Al maig de 2018, s'estrenarà com a comentarista del Festival de la Cançó d'Eurovisió 2018 a Lisboa al costat de la periodista Julia Varela.
En 2019, serà membre del jurat al costat de Noemí Galera del programa La mejor canción jamás cantada, de TVE amb Roberto Leal.

## Premis
En 2016 va rebre el Premis Ondas.